# Nándor
Nándor  è un nome proprio di persona ungherese maschile.

## Origine e diffusione
Deriva da un antico appellativo indicante le genti bulgare che popolavano le rive del Danubio, gli Onoguri, a sua volta dal turco antico Onogundur. Il significato del nome degli Onoguri viene talvolta interpretato come "dieci frecce", ossia "dieci tribù", oppure direttamente "dieci oghur" (gli oghur erano antiche tribù turche).
Dal XIX secolo è utilizzato nella cultura magiara come ipocoristico di Ferdinando (analogo all'italiano Nando).

## Onomastico
Non esistono santi che portano questo nome, che quindi è adespota. L'onomastico può essere festeggiato in occasione di Ognissanti, il 1º novembre (o, se considerato un derivato di Ferdinando, il suo stesso giorno, cioè solitamente il 30 maggio in memoria di san Ferdinando III). In Ungheria un onomastico laico è fissato al 19 ottobre.

## Persone

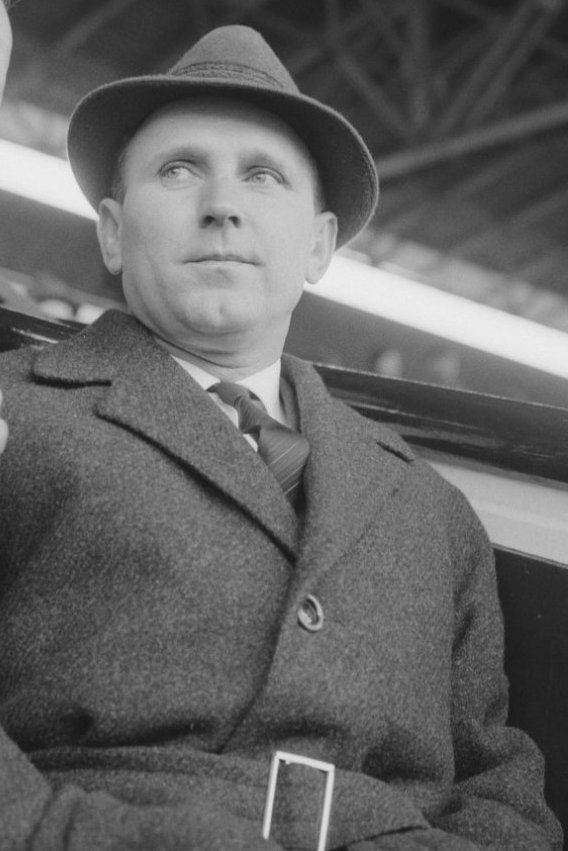
Nándor Hidegkuti

- Nándor Bán, calciatore e allenatore di calcio ungherese
- Nándor Dáni, atleta ungherese
- Nándor Hidegkuti, calciatore e allenatore di calcio ungherese